# Tony Hapgood
Edris Anthony "Tony" Hapgood (1930–2011) là một cựu cầu thủ bóng đá người Anh từng thi đấu ở vị trí tiền vệ chạy cánh. Là con trai của cầu thủ vĩ đại của Arsenal và tuyển Anh Eddie Hapgood, ông thi đấu tại Football League cho Burnley và Watford trong thập niên 1950.